# 山脇延吉
山脇 延吉（やまわき のぶきち、1875年（明治8年）2月7日 - 1941年（昭和16年）4月26日）は、日本の実業家、地方政治家、農政家。兵庫県会議長を3度務め、晩年には帝国農会副会長も務めた。神戸電鉄の創業者。号は城山。

## 経歴
1875年（明治8年）兵庫県有馬郡塩田村（現・神戸市北区道場町塩田）に生まれる。山脇家はもとは三田の豪農で、祖父勝治郎が三田から塩田へ移ってきたという。父篤蔵は農業、酒造、製油、肥料、米穀商を営む有力者で、道場銀行も営み、村長・農会長・郡会議員も務めた。山脇は姫路の兵庫県尋常中学校から第五高等学校を経て東京帝国大学工科大学に進み土木工学を学んだが、1899年（明治32年）、父の急死により大学を中退して家業を継ぐ。
1900年（明治33年）12月に一年志願兵として福知山の陸軍歩兵第20連隊に入隊。1901年（明治34年）11月に軍曹に進級し、翌12月に予備役に編入されたが除隊せず、3か月間の勤務演習に参加した。除隊後の1903年（明治36年）には歩兵少尉に任官する。1904年（明治37年）に日露戦争が勃発すると応召従軍、小隊長・中隊長代理として転戦し、戦争中に中尉に進級。遼陽会戦での抜群の殊勲により従七位勲六等功四級を授けられる。1906年（明治39年）に除隊後は帝国在郷軍人会有馬郡連合分会の会長を10年務め、その多年の功績から予備役ながら大尉に進級する。
日露戦争から復員後の1907年（明治40年）9月、兵庫県会議員選挙が実施され、山脇は周囲から候補に推薦される。が、本人は固辞し、さらにたまたま病で選挙運動も行わなかったにもかかわらず、初当選する。1915年（大正4年）には道場村長に就任し、1919年（大正8年）に県会議員に再選を果たした後、生涯県会議員であり続けた。その間議長を3度務め、晩年は最古参議員として重きをなした。
1919年（大正8年）11月に兵庫県で行われた陸軍特別大演習では、大正天皇臨席のもと、御前講演を行った。

### 鉄道実業家として
父の代から構想を描いていた「有馬郡を南北に走る鉄道」のため、山脇は1907年（明治40年）に三田～有馬間の鉄道敷設免許を取得していたが実現できなかった。一方で政府は民間の鉄道投資意欲を振興すべく、認可手続や線路敷設条件を緩和した軽便鉄道法を1910年（明治43年）に公布し、翌1911年（明治44年）には軽便鉄道補助法を公布した。山脇はこれを契機に1913年（大正2年）、軽便鉄道として鉄道敷設免許を申請し、翌1914年（大正3年）に有馬鉄道に対し免許状が下付されることになった。1915年（大正4年）4月16日に開業にこぎ着けるが、同時に鉄道院が借り上げ、国有鉄道線と同様の運営が行われた。1919年（大正8年）に正式に国有化され有馬軽便線となった。
1922年（大正11年）11月には、以前から必要性が叫ばれていたが難工事や採算の不安から実現されていなかった神戸と有馬郡一帯を結ぶ鉄道につき、山脇ほか7人が「有馬電鉄」の名で敷設免許を取得したものの会社設立が遅れ、1924年（大正13年）に神戸有馬電気鉄道と社名を改め、山脇が初代社長となる。難工事の末、1928年（昭和3年）に有馬線・三田線が開業する。

### 農政家として
1920年（大正9年）に兵庫県農会の特別議員に就任し、翌1921年（大正10年）には兵庫県農会長と兵庫県畜産組合連合会長に就任していた山脇は、1931年（昭和6年）の昭和農業恐慌に際して農村の「自力更生」を提唱し、関西二府十七県農会連合会の理事長となる。1932年（昭和7年）7月20日には「自力更生」運動が白根竹介兵庫県知事によって昭和天皇に上奏、山脇も政府に意見書を提出した。同年中に農山漁村救済費の予算計上と更生施策の実施機関として農林省に経済更生部新設が実現し、国の農村振興の根本策となるに至った。山脇はこの「自力更生」を提唱し続け、全国で講演してまわった。1939年（昭和14年）、農村の税制改正を実現させて帝国農会副会長となり、翌1940年（昭和15年）に内閣農地審議会特別委員となった。このほか、兵庫県山林会長、兵庫県販売購買組合連合会長などを歴任した。また、自らイネの品種改良実験を行い、新種「横綱」の開発に成功する。

### 急死と没後
1941年（昭和16年）4月26日、上海へ旅立つ次女夫婦を神戸港へ見送ってから兵庫県郡市農会長会議に出席、帰宅後就寝してから夜10時過ぎに急死、享年67（満66歳没）。葬儀告別式は5月2日、道場国民学校校庭で兵庫県農会、兵庫県販売購買組合連合会、神戸有馬電気鉄道、有馬郡の4者共同による公葬として行われ、坂千秋兵庫県知事、戦後神戸市長となる中井一夫衆議院議員などをはじめ約3000名が参列した。自宅出棺から校庭まで葬列がつづき、告別式終了後も校庭から墓所の観世寺まで約1キロメートルの間を途切れることなく葬列が続いたという。

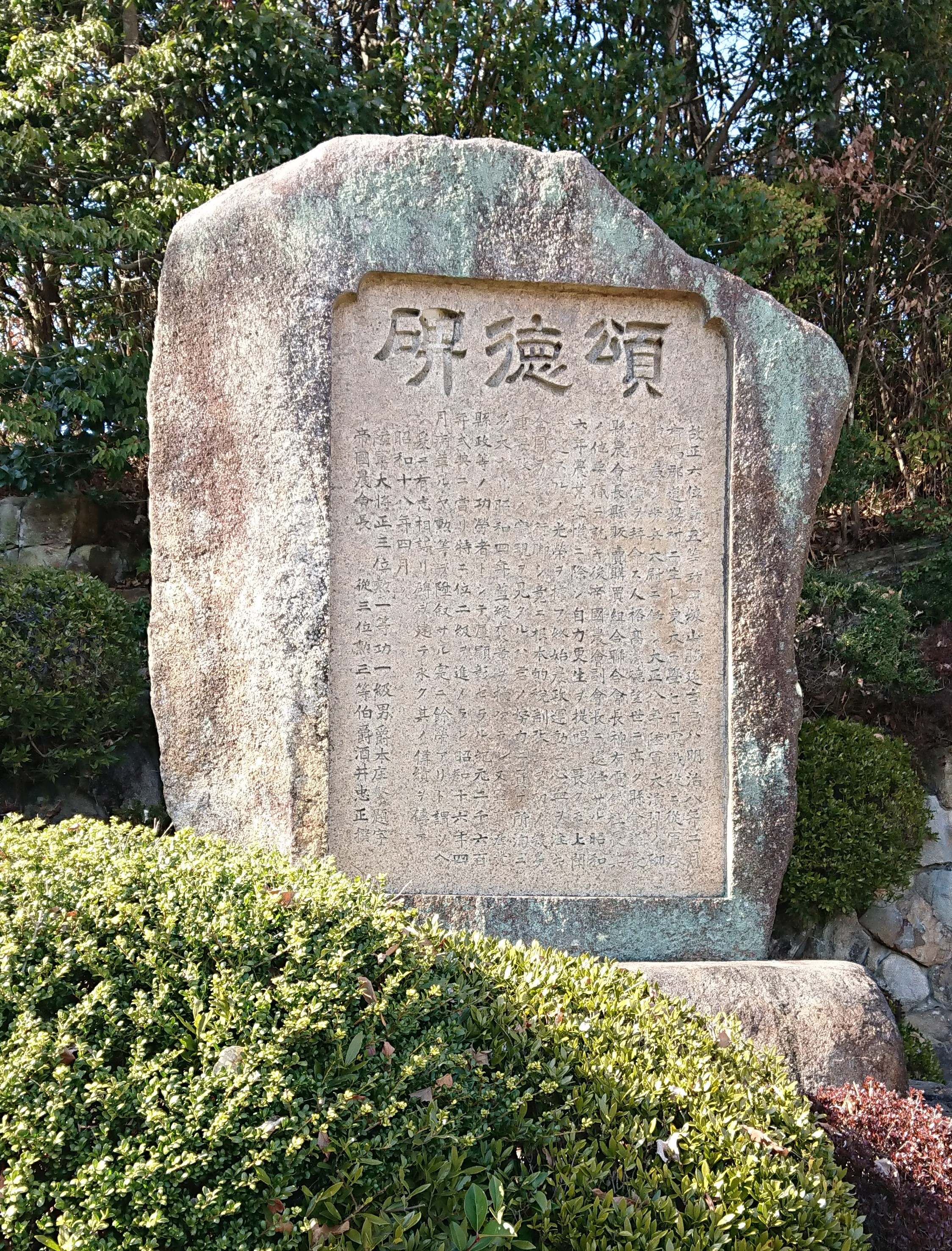
山脇延吉翁頌徳碑

1943年（昭和18年）4月、県農会や有馬郡町村会、神有電鉄などの出資と全国から集まった募金、さらに帝国在郷軍人会有馬郡連合分会などの奉仕活動によって生家に近い道場川原駅（現・神鉄道場駅）西隣に「山脇延吉翁頌徳碑」が建立される。題字揮毫は日露従軍時に上官だった本庄繁、撰文は帝国農会副会長就任時の農林大臣で当時帝国農会長だった酒井忠正。
1968年（昭和43年）、旧有馬郡各町と農業協同組合、神戸電鉄が主催して頌徳碑前で法要が営まれた。阪本勝前兵庫県知事や宮崎辰雄神戸市助役が参列し、阪本は弔辞で声を詰まらせたという。
1990年（平成2年）4月18日、五十回忌追悼式が行われた。

## 人物
鉄道のほか、武庫川・有馬川をはじめとする河川の改修、阪神大水害の復興、県会議長として国道2号の完成をはじめとする道路網の整備、さらに農業試験や学校・病院の創設に尽くした。特に土木・治水工事は帝大時代に学んだ知識を生かして腕をふるい、水害からの復興に対する有野村民の感謝は有馬口駅近くにある水難碑の裏面に刻まれている。
農業政策に明るく、農政問題で県当局が少しでも気に食わぬ答弁をするとたちまち大声で叱咤するので「雷親爺」と恐れられたという。「兵隊にとられる者は農村に多いのに、農民の税金が商工業者より高いのは不公平だ」と税制改正を訴え、農林大臣はもちろん、内務大臣や陸軍大臣、海軍大臣とまで談判し、税制改正を実現させた。
何事にも積極的で、全身全霊をもって取り組み、太っ腹で頭が冴え、温情があった。勝負事は一切せず、娘がトランプを買ってきてもしかりつけた。酒は3升を平気で飲んだが、死の10年ほど前からは一滴も飲まなくなった。
書画をたしなみ、従軍中も部下に揮毫を頼まれると達磨の絵に「自力更生」の字を添えて色紙を贈った。号は城山といい、自宅近くにある松原城址（別名・蒲公英城）に因む。

## 栄典・表彰
- 1903年（明治36年）6月 - 正八位
- 1905年（明治38年） - 従七位
- 1906年（明治39年）4月1日
  - 勲六等単光旭日章
  - 功四級金鵄勲章
  - 明治三十七八年従軍記章
- 1920年（大正9年）3月10日 - 陸軍大臣表彰（銀杯一個、軍事功労者）
- 1923年（大正11年）10月7日 - 大日本農会紅白綬有功章
- 1925年（大正13年）2月11日 - 木杯一組（皇太子殿下御成婚記念、特別軍事功労者）
- 1926年（大正14年）12月 - 帝国在郷軍人会有功章
- 1927年（昭和2年）
  - 5月 - 正七位
  - 11月 - 大礼記念章
- 1929年（昭和4年）5月22日 - 藍綬褒章[23]
- 1932年（昭和7年）4月 - 銀杯一組（勅諭下賜五十周年、軍事功労）
- 1934年（昭和9年）11月 - 木杯一組（昭和六年乃至同九年事変功労）
- 1940年（昭和15年）
  - 5月 - 兵庫県会議員在職二十五年表彰
  - 11月 - 正六位（紀元二千六百年記念、功労者叙位、特旨を以て位二級を進める）
- 1941年（昭和16年）4月26日 - 勲五等瑞宝章

## 関連史跡
- 山脇延吉翁頌徳碑 - 神鉄道場駅西隣にある顕彰碑。「自力更生」の碑と神戸市北区役所及び道場町連合自治会による説明板もある。
- 山脇延吉生家 - 神鉄道場駅近くにある。非公開。
- 水難碑 - 有馬口駅近くにある山脇揮毫の慰霊碑。阪神大水害三周忌にあわせて建立されたもの。
- 忠魂碑 - 山脇が氏子総代を務めた塩田八幡宮にある山脇揮毫の戦没者慰霊碑。道場小学校校庭から移設されたもの。
- 神戸市文書館 - 山脇延吉家の軍事郵便ほか関連資料を所蔵。